# 데스티네이션 문
데스티네이션 문(Destination Moon)은 미국에서 제작된 어빙 피셸 감독의 1950년 영화이다. 존 아처 등이 주연으로 출연하였고 조지 펄 등이 제작에 참여하였다.

## 출연

### 주연
- 존 아처
- 워너 앤더슨

### 조연
- 톰 파워즈
- 딕 웨슨
- 에린 오브라이언 무어

## 제작진
- 원작자: 로버트 A. 하인라인
- 미술: 에른스트 페크테